# U.S. Route 66

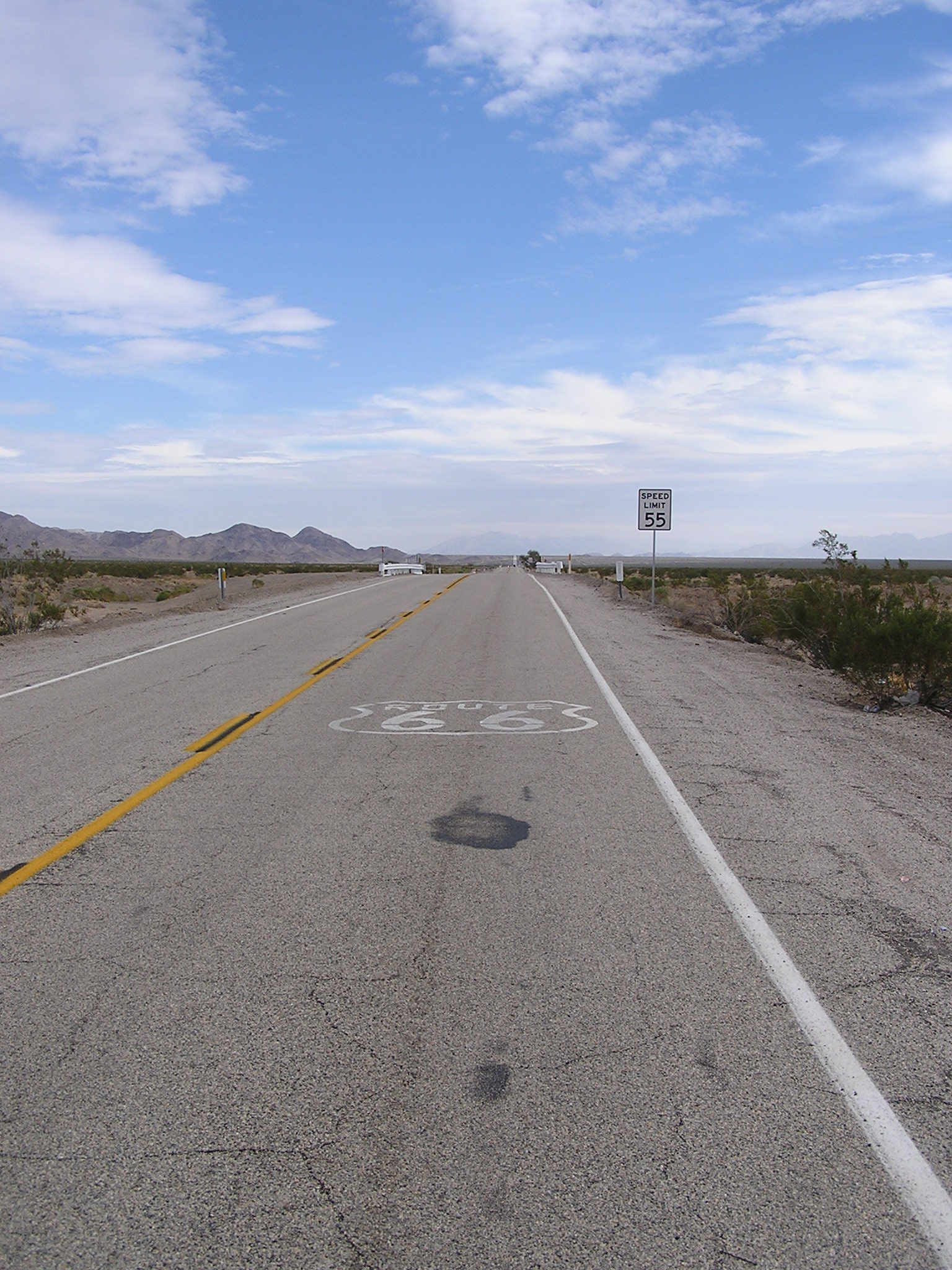
En sträcka av Route 66 i Kalifornien

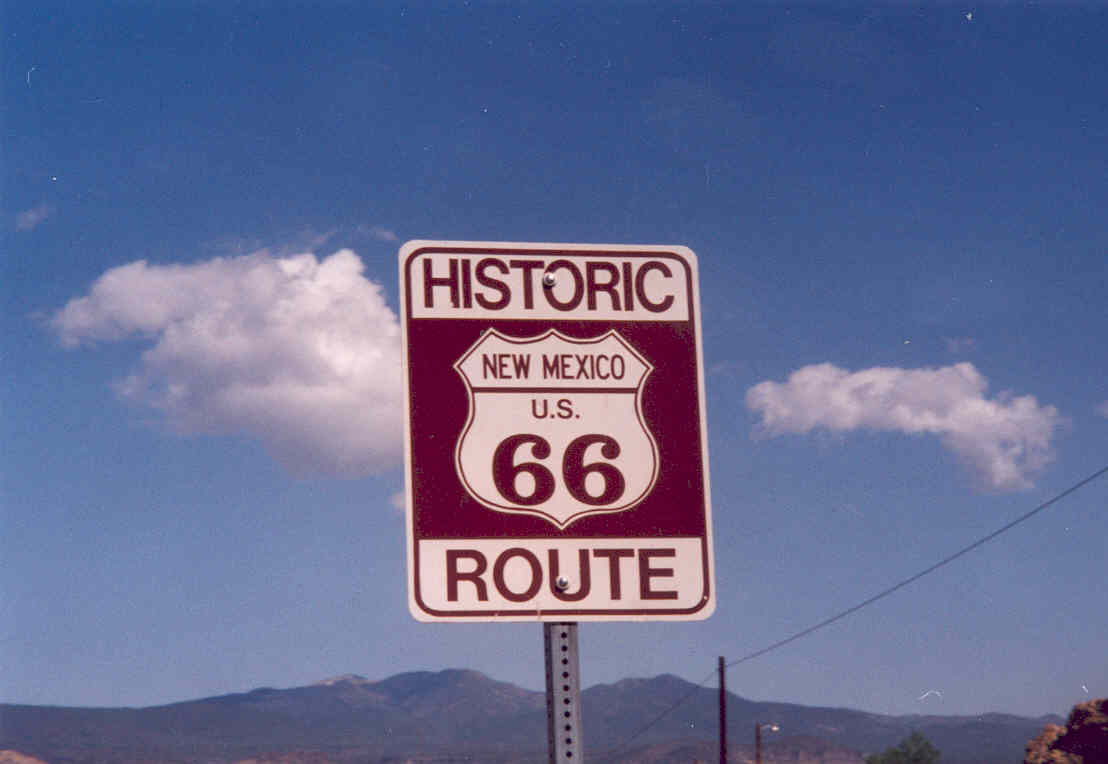
Skylt vid en nuvarande del av den "Historiska Route 66"

U.S. Route 66, ibland bara Route 66 och även känd som Will Rogers Highway, var en landsväg och en av de ursprungliga vägarna inom USA:s landsvägsystem. Den byggdes längs tidigare vagnsleder och öppnades som landsväg 11 november 1926 och blev officiellt namngiven 1927. Vägen, som blev en av de mest kända vägarna i USA, gick ursprungligen mellan Chicago, Illinois och Santa Monica utanför Los Angeles i Kalifornien, via delstaterna Missouri, Kansas, Oklahoma, Texas, New Mexico och Arizona, som omfattar totalt 3 940 km. Vägen uppmärksammades i populärkulturen av bland annat hitlåten "(Get Your Kicks On) Route 66" av Bobby Troup, boken Vredens druvor av John Steinbeck och TV-serien Route 66 på 1960-talet.
1857 fick Edward Fitzgerald Beale, en sjöofficer i tjänst hos U.S. Army Corps of Topographical Engineers, order av krigsdepartementet att bygga en statligt finansierad vagnsled. Hans sekundära order var att pröva användningen av kameler som packdjur i öknen i Sydvästra USA. Det som senare skulle bli Route 66 täcktes av tre tidigare leder, nämligen Lone Star Route som passerade St Louis på vägen mellan Chicago och Cameron, den transkontinentala National Old Trails och slutligen Ozark line. Även om lagstiftning för allmänna vägar dök upp redan 1916 och reviderades 1921 drev inte regeringen igenom sin plan för ett nationellt landsvägsbyggande förrän 1925, då kongressen antog en än mer reviderad version av lagstiftningen.
Route 66 var en av de huvudsakliga vägarna för dem som flyttade västerut, särskilt under Dust Bowl på 1930-talet, och den bidrog till att stötta ekonomierna i de samhällen genom vilka vägen passerade. Detta gjorde att många protesterade när vägens existens senare hotades av Interstate Highway System. Route 66 togs officiellt bort från landsvägsystemet den 27 juni 1985 efter att den hade ersatts i sin helhet av Interstate Highway System. Den sista delen som stängdes var vid Williams i Arizona. Partier av vägen som passerade genom Illinois, Missouri, New Mexico och Arizona har utsetts till en nationell naturskön omfartsväg under namnet "Historiska Route 66", och har återvänt till några kartor.
Route 66 fick många smeknamn genom åren. Direkt efter Route 66 beställdes var det känt som "The Great Diagonal Way" (Den stora diagonala vägen) eftersom sträckan Chicago till Oklahoma City gick från nordost till sydväst. Senare fick Route 66 smeknamnet "The Main Street of America" (Amerikas huvudgata) under en reklamkampanj av US Highway 66 Association. I John Steinbecks roman Vredens druvor, kallas landsvägen "The Mother Road". Route 66 kallades också inofficiellt för "The Will Rogers Highway" (Will Rogers landsväg) av US Highway 66 Association 1952, även om en skylt med det namnet syntes längs vägen i filmen Vredens druvor, vilken släpptes tolv år tidigare år 1940.

## Orter längs vägen i riktning västerut (i urval)
| Illinois - Chicago - Springfield Missouri - Saint Louis | Kansas - Baxter Springs | Oklahoma - Tulsa - Oklahoma City Texas - Amarillo | New Mexico - Santa Fe - Albuquerque Arizona - Flagstaff | Kalifornien - Barstow - San Bernardino - Los Angeles - Santa Monica - Pasadena |